# Championnat d'Israël de football 1968-1969
Navigation
Championnat d'Israël 1966-1968 Championnat d'Israël 1969-1970
Le Championnat d'Israël de football 1968-1969 est la 17e édition de ce championnat.

## Classement[1]
| Rang | Équipe                  | Pts | J  | G  | N  | P  | Bp | Bc | Diff |
| ---- | ----------------------- | --- | -- | -- | -- | -- | -- | -- | ---- |
| 1    | Hapoël Tel-Aviv         | 44  | 30 | 19 | 6  | 5  | 55 | 21 | +34  |
| 2    | Maccabi Tel-Aviv        | 43  | 30 | 18 | 7  | 5  | 45 | 23 | +22  |
| 3    | Maccabi Netanya         | 41  | 30 | 16 | 9  | 5  | 71 | 32 | +39  |
| 4    | Hapoël Haïfa            | 37  | 30 | 11 | 15 | 4  | 34 | 16 | +18  |
| 5    | Maccabi Haïfa           | 33  | 30 | 13 | 7  | 10 | 36 | 35 | +1   |
| 6    | Hapoël Jérusalem FC     | 31  | 30 | 10 | 11 | 9  | 39 | 31 | +8   |
| 7    | Hapoël Kfar Sabah       | 28  | 30 | 9  | 10 | 11 | 34 | 40 | -6   |
| 8    | Bnei Yehoudah           | 27  | 30 | 11 | 5  | 14 | 36 | 38 | -2   |
| 9    | Hapoël Petah-Tikvah     | 26  | 30 | 8  | 10 | 12 | 27 | 30 | -3   |
| 10   | Hakoah Amidar Ramat Gan | 26  | 30 | 8  | 10 | 12 | 30 | 40 | -10  |
| 11   | Maccabi Jaffa           | 26  | 30 | 10 | 6  | 14 | 28 | 41 | -13  |
| 12   | Shimshon Tel-Aviv       | 26  | 30 | 8  | 10 | 12 | 29 | 45 | -16  |
| 13   | Betar Jérusalem         | 26  | 30 | 6  | 14 | 10 | 24 | 42 | -18  |
| 14   | Hapoël Beer-Sheva       | 25  | 30 | 9  | 7  | 14 | 37 | 48 | -11  |
| 15   | Maccabi Sha'arayim      | 23  | 30 | 7  | 9  | 14 | 32 | 44 | -12  |
| 16   | Hapoël Ramat-Gan        | 18  | 30 | 5  | 8  | 17 | 11 | 42 | -31  |

|  | Champion |
|  | Relégué  |

## Bilan de la saison
| Tableau d'Honneur                |                         |
| Compétition                      | Vainqueur               |
| Championnat d'Israël de football | Hapoël Tel-Aviv         |
| Coupe d'Israël de football       | Hakoah Amidar Ramat Gan |

| Promotions et relégations |                                      |
| Relégués en Liga Leumit   | Maccabi Sha'arayim Hapoël Ramat-Gan  |
| Promus en Ligat ha'Al     | Maccabi Petah-Tikvah Beitar Tel-Aviv |